# Ludwig Walch
Ludwig Walch (* 21. Dezember 1895 in Egerland; † 30. Dezember 1961) war ein deutscher Politiker (SPD). Er war von 1950 bis 1954 Mitglied des Bayerischen Landtages.

## Leben
Walch absolvierte die Volksschule in Pabelsdorf bei Tutz und die Oberrealschule in Plan bei Marienbad. Im Ersten Weltkrieg diente er von 1915 bis 1918 als Oberleutnant der Reserve (Infanterie) und wurde für die Ablegung des Abiturs im Jahr 1947 für vier Wochen beurlaubt. Er geriet 1918 in italienische Kriegsgefangenschaft, welche bis 1919 andauerte.
Nach dem Krieg machte er 1920 ein Examen als Lehrer und Fachlehrer an der Lehrerbildungsanstalt in Mies (Fachgruppe Deutsch-Geschichte) und war im Anschluss von 1920 bis 1924 als angestellter Lehrer tätig. Im Jahr 1924 machte er das Examen als Bürgerschullehrer und war von 1924 bis 1932 an der Bürgerschule in Tachau sowie von 1932 bis 1935 an der Bürgerschule in Tuschkau als solcher tätig. Er trat 1933 in die SPD ein und wechselte 1935 als Lehrer an die Bürgerschule in Neuern. Er wurde 1938 zum Ersten Vizebürgermeister von Neuern gewählt. Anschließend wurde er Lehrer an der Handelsschule in Prag und 1939 Oberlehrer in Hilbersdorf. Zum 1. April 1940 trat er der NSDAP bei.
Er war bis 1945 als politisch Verfolgter arbeitslos. Im Oktober 1945 trat er in den bayerischen Volksschuldienst in Titting ein und war dort bis zu seinem Wechsel in das Jugendamt der Stadt Nürnberg tätig. Er leitete von 1947 bis 1952 das Erziehungsheim Charlottenhof in Nürnberg, wo er sich überwiegend mit schwer und schwersterziehbaren Jungen beschäftigte. Anschließend war er der Direktor der staatlichen Mittelschule in Kulmbach und wurde im Jahr 1948 Mitglied des Kreistages in Burglengenfeld.
Walch war vom 27. November 1950 bis zum 12. Dezember 1954 für den Wahlkreis Oberpfalz Mitgliedes des Bayerischen Landtages sowie der dortigen SPD-Fraktion. Im Landtag war er des Weiteren Mitglied des Ausschusses für Grenzlandfragen, des Ausschusses für Ernährung und Landwirtschaft, des Ausschusses für Besoldungsfragen, des Ausschusses für kulturpolitische Angelegenheiten sowie Mitglied des Landesschulbeirates.